# 三涂山
三涂山，古山名。在今河南省洛阳市嵩县西南的伊河北岸。 三涂山也可以代指洛阳，例如《左传》昭公十七年（公元前525 年）：“晋侯使屠蒯如周，请有事于雒与三涂。”
三涂山作为洛阳周围显著的地理标志，多次出现在史书中，如：《史记·周本纪》中有“（武王曰）‘我南望三涂，北望岳鄙，顾詹有河。粤詹雒、伊，毋远天室。’营周居于雒邑而後去。”的记载；《左传》里也数次提及，如昭公四年（公元前538年）：“四岳、三涂……九州之险也。”。